# 英国文官队伍
国王陛下内务文官队伍（英語：His Majesty's Home Civil Service）是英国政府部门担任常任事务官的公務員的总称，是常在的官僚制建制，其职责是協助向英國君主及國會負責的內閣大臣，包括除外务官员以外的所有中央政府文官，以及苏格兰和威尔士两地政府的文官。通常所称“文官”即指此类官员。
英国的文官（Civil servant）是君主法人（Crown）的雇员，包括中央政府系统非选举产生且非政治任命的事务官，不包括经选举或者政治任命产生的内阁成员及各部政务次官、政治秘书等政务官，也不包括军队、警察、地方政府以及国会设立的企事业单位的官员、国民卫生系统雇员及皇室内务官员。
许多英联邦国家都有类似的政府公務員制度。其特點是：
- 政治中立：文官不會因執政黨的更替而更換。文官主要的工作是執行政策，而非制訂政策；政策失敗，文官亦不用下台，以確保社會穩定。
- 擇優而任：文官由一相對中立的考試制度招聘，以確保文官的才能。

需要注意的是，在用词方面英国与美国、加拿大、澳大利亚、新西兰等其他主要英语国家不同：在英国，在中央政府部门（包括苏格兰、威尔士政府等）任职的事务官员统称为“文官”队伍（civil service），而“公务员”队伍（public service）则包括所有为政府及公共机构服务的人员（例如地方政府官员、公立学校教师、公立医院护士等）。与“文官”队伍相对应的是“軍事”队伍（military service），即英國武裝部隊。軍隊受英國國防部管理，但國防部官員屬於文官隊伍而不是軍隊。
截至2014年第二季度，英国内务文官队伍总数为442,000人，依照全职工时（FTE）计算相当于408,000全职工。
英国另有两个建制上分列的官僚队伍：
- 外务官队伍 （Foreign Service）——亦称“国王陛下外交官队伍”（His Majesty's Diplomatic Service），包括所有英國外交部的文官以及外交官。
- 北爱尔兰文官队伍（Northern Ireland Civil Service）——由于历史原因，北爱尔兰拥有分别的文官制。

## 简史
18世纪以前，政府工作逐渐复杂化造成的压力主要由越来越庞大的幕僚团队解决。当朝大臣背后各有所谓“国务部门”（Offices of State）辅佐，但这些部门的职责仅是各大臣的秘书或幕僚。由于18世纪大英帝国的扩张和工业革命后的经济发展，部分部门变得特别庞大，例如工務局（Office of Works）和海軍局（Navy Board），每个部门都自成规矩，人员则多由捐納、私荐指定。
1806年，半官半商的英國东印度公司根据其驻华人员对中国科举制度的考察，开始在英国设立东印度公司学院，通过考试制度选拔优秀管理人员。由于东印度公司在印度逐渐直接控制领地，选拔出的公司的管理人员实际成为印度的殖民政府官员，在东印度公司破产、英国政府接管印度领地后演变为真正的殖民地文官队伍。此后，英国国内一直有仿照科举制度建立近代化文官制的呼声。
在对克里米亚战争的应对中，英国政府内的混乱暴露无余。1854年，政府的检讨报告提出建立常设、统一、政治上中立且择优任免的文官队伍，以将“机械的”政府职责与设定及施行政策的职责区分开。1855年设立文官队伍委员会（Civil Service Commission）设立，负责公开招募文官并扫除权贵私荐。文官制度在接下去几年内逐步建立，并在接下去近百年内基本平稳运作，被认为对扫除政府腐败、维持政府运作（包括在两次世界大战期间）、并有效应对政治变革起到重要作用。
第二次世界大战后，随着科学技术专业知识的剧烈膨胀，开始有批评者认为注重典籍和其他文科知识的文官考试制度不能适应现代政府的需要：直到1963年，财政部只有19名官员有经济师学历。同时，受其他国家影响，评论者认为文官制应向技术官僚方向改革。最后，战后工党的激进社会改革激起对文官选拔制度的阶级批判：批判者指出1948年至1963年之间只有3%的新任文官属于工人阶级出身，1966年超过半数的时任副总长以上级别的文官为私立学校背景，文官队伍总体脱离普通百姓。因此1968年政府独立委员会报告提出一系列改革，包括设立文官学校、统一文官铨叙制度、改革高级官员招募制度鼓励底层背景设立独立的文官部，文官队伍不再由财政部总管、在文官制下设立中央政策检讨小组等，并要求优化科学及技术专家的位置，增进文官的管理能力。为了表示对文官队伍的重视，首相哈羅德·韋爾遜親任第一任公務員事務部長（Minister for the Civil Service），此後公務員事務部長也一直由首相兼任，並同時任命上议院领袖、掌玺大臣夏克顿勋爵为第一任總管文官隊伍部大臣（Minister in Charge of the Civil Service Department，後來也稱爲文官隊伍事務大臣（Minister for Civil Service Affairs），實際掌管文官事務。
1979年当选的戴卓爾夫人內閣认为上轮改革未能达到预期目标，例如直接招聘的高级官员仍旧大多来自牛剑等传统名校。撒切尔政府的政治理念也注重自由市场、讲求小而精的政府。撒切尔政府在七年内将文官队伍从732,000人裁减至594,000人。政府要求高级官员第一重视效率和管理，而不是政策意见，此后政府不断提出新的政策以求增进文官效率。到1993年为止，49%的文官脱离政府各部，划入89个新组织的“机构”（agency），以求增强管理，对于政府认为应由市场提供的职能，政府逐渐将各个“机构”民营化或完全取消。
此后的馬卓安內閣更提出“公民约定”（Citizen's Charter）计划，要求政府机构对公众承诺服务质量标准，如未达到标准则对受服务人进行赔偿。此计划更衍生出针对文官制以外机构（例如地方政府和公屋协会等）的“约定标志”计划。

## 管理

### 公務員事務部長
公務員事務部長（Minister for the Civil Service）本身并非文官職位，而是通常由英國首相兼任的政務官職。

### 本土公務員主管
排名第一的領班文官是内阁秘书。在過去，内閣秘書的兼職之一是“本土公務員主管”（Head of the Home Civil Service，或稱Head of the Civil Service）。还兼任内阁办公厅常务次官（Permanent Secretary of the Cabinet Office）。2012-2014年，此三個職位分爲三人分別擔任，但2014年以來文官长又由内閣秘書兼任，但增加了分別的首席公務員事務專員（Chief Executive of the Civil Service）職位。
本土公務員主管的責任是確保文官隊伍有能力勝任其職責。以本土公務員主管為主席的常務次長管理小組（Permanent Secretary Management Group）和公務員指導局（Civil Service Steering Board）是文官隊伍的主要管理機構。

### 引用
1. ↑  . UK Government.   [2014-09-24]. （原始内容存档于2015-09-29）.
2. ↑  . gov.uk. UK Government.   [6 December 2016]. （原始内容存档于2021-02-28）.
3. 1 2  . UK Government. 29 January 2009  [6 December 2016]. （原始内容存档于20 June 2011）.
4. ↑  . www.gov.uk.   [12 September 2016]. （原始内容存档于2020-07-28）.

## 外部連結
- Site explaining what being a civil servant is all about, maintained by a senior public official, Martin Stanley （页面存档备份，存于）
- Official Civil Service website （页面存档备份，存于）
- List by date of Public Records Office records on the machinery of Government and Civil Service management, March 1974 to 2000 （页面存档备份，存于）
- Directory of Civil Service guidance
- BBC brief on the British Civil Service （页面存档备份，存于） - h2g2
- Cabinet Office site for the new civil service code